# Callianthemoides semiverticillatus
Callianthemoides semiverticillatus är en ranunkelväxtart som först beskrevs av Rodolfo Amando Philippi, och fick sitt nu gällande namn av M. Tamura. Callianthemoides semiverticillatus ingår i släktet Callianthemoides och familjen ranunkelväxter. Inga underarter finns listade i Catalogue of Life.